# Carolyn Leckie
Carolyn Leckie (* 5. März 1965) ist eine schottische Politikerin und Mitglied der Scottish Socialist Party.

## Leben
Leckie besuchte die Adelphi Secondary School in Glasgow und das St James College of Nursing and Midwifery, wo sie zur Hebamme ausgebildet wurde. Sie war für die Gewerkschaft UNISON und später als Hebamme in Rutherglen tätig.

## Politischer Werdegang
Bei den Schottischen Parlamentswahlen 1999 stand Leckie auf dem dritten Platz der Regionalwahlliste der Wahlregion Central Scotland und verpasste damit den Einzug in das Schottische Parlament. Zu den Unterhauswahlen 2001 kandidierte sie für den Wahlkreis Glasgow Springburn. Sie erhielt nur die dritthöchste Stimmenanzahl und erhielt kein Mandat für das Unterhaus. Zu den folgenden Parlamentswahlen 2003 kandidierte Leckie für den Wahlkreis East Kilbride, konnte jedoch abermals nur die dritthöchste Stimmenanzahl auf sich vereinigen. Auf Grund des Wahlergebnisses zog sie jedoch über die Wahlliste der Region Central Scotland erstmals in das Parlament ein. Sie stand zu den Parlamentswahlen 2007 auf dem ersten Listenplatz der Scottish Socialist Party. Trotzdem gelang es ihr nicht ihr Mandat zu verteidigen.